# علم مقاطعة روستوف
أعتمد علم روستوف أوبلاست في 28 تشرين الأول - أكتوبر من عام 1996. ويتكون العلم من ثلاث أشرطة مقسمة بصورة افقية هي الأزرق والأصفر والأحمر على التوالي وكما يتألف العلم من شريط عمودي باللون الأبيض يبلغ عرضه 1/5 من عرض العلم.